# Česká zemědělská akademie v Humpolci, střední škola
Česká zemědělská akademie v Humpolci je střední škola s tradicí od roku 1887. Vizí školy je vytvořit moderní centrum zemědělského vzdělávání, které bude schopno připravovat odborníky pro současné a zejména budoucí potřeby trhu práce.

## Historie

### 1887 – 30. léta 20. století
První zmínka se datuje na 27. března 1887, kdy zemský výbor v Praze povolil zřídit zimní hospodářskou školu v Humpolci. Již v lednu 1888 byla zahájena výuka v omezených prostorách budovy tkalcovské školy, v domě zvaném Koráb. O tři roky později bylo rozhodnuto o změně zimní školy v celoroční školu rolnickou, později rolnicko-lnářskou. Pro účely odborného vzdělávání byl zakoupen v roce 1896 školní statek na Dusilově. 11. srpna 1897 byl položen základní kámen ke stavbě nové školní budovy na Dusilově. V tomto období se vystřídali ve funkci ředitele školy Josef Josek, Antonín Müller, Antonín Mohl a Josef Slabý.
Škola se začala velmi příznivě rozvíjet. Ještě na přelomu století bylo zřízeno pokusné pole a botanická zahrada, probíhala elektrifikace a nakoupily se moderní zemědělské stroje. Velkého rozkvětu dosáhla škola za ředitele školy Otakara Březiny v letech 1908 – 1934.

### Poválečné období
Výuku i samotný provoz školy zabrzdily obě světové války. Dosavadní prestiž školy upadala, nic se nemohlo opravovat, škola i statek chátraly. Na krátkou dobu byla v budově školy umístěna německá okupační jednotka. Také se v tomto období vystřídali ve funkci ředitele Josef Pacovský, Ing. František Lešovský, Ing. Vincenc Michal, Ing. Břetislav Šimon.
V roce 1949 byla škola zestátněna. V 50. letech došlo ve škole i na statku k výrazným změnám.
Během krátké doby dochází k modernizaci statku, nakupují se nové stroje, rozhodlo se o zavedení chovu prasat a drůbeže. Ředitelem školy byl Ing. František Forman a vedoucím statku se stal Václav Merunka. Na škole byly realizovány různé typy studia. Postupně se vytrácí lnářské zaměření a snahou školy je poskytovat především všeobecné zemědělské vzdělání. V roce 1958 byla zřízena i dvouletá zemědělská škola učňovská. Na tomto se podíleli ředitelé Ing. Josef Hnát a František Brož.

### 60. léta 20. století
Od 1. září 1960 byla výuka zahájena na výběrové zemědělské technické škole, která o rok později získává statut střední školy a čtyřleté studium má být zakončeno maturitní zkouškou. Prvním ředitelem této školy se stal Ing. František Randa. Pro budoucnost školy mělo zásadní význam předání budovy zrušeného Okresního národního výboru do jejího vlastnictví. Některé prostory byly využívány jako internát, v jiných se konala různá školení. Škola se musela adaptovat především na výuku, a proto se internát přesunul zpátky na Dusilov.

### 70. – 80. léta 20. století
V 70. a 80. letech byla škola velmi plodná. Byla dokončena stavba cvičné haly pro výuku praxe a odborných předmětů. Přístavba rozšířila prostory školy o další odborné učebny. Úspěchem bylo korunováno i dlouholeté úsilí o otevření nového domova mládeže. V Humpolci se konalo poprvé celostátní finále jezdecké a vozatajské soutěže Zlatá podkova Zemědělských novin. Byly navázány mezinárodní kontakty a začaly se uskutečňovat výměnné pobyty v Rumunsku, Bulharsku, Jugoslávii a Německu. Organizovaly se zájezdy do SRN, Švédska, Francie. V tomto období byli ve funkci ředitele Ing. Josef Hnát a Ing. František Samec.
V roce 1985 dostala škola název Střední zemědělská škola. V roce 1989 byl novým ředitelem školy jmenován Ing. Miroslav Červený. Bylo otevřeno nové stravovací zařízení, tělocvična, vše slouží nejen škole, ale i široké veřejnosti dodnes.

### Nové tisíciletí
Velký zlom nastal v novém tisíciletí. Problematická situace ve školství přinesla úsporná opatření a důsledkem toho bylo sloučení  čtyř do té doby samostatných pracovišť v jeden právní subjekt. Jednalo se o Střední zemědělskou školu a Střední odborné učiliště technické v Humpolci, Střední zemědělskou školu v Havlíčkově Brodě a Integrovanou střední školu ve Světlé nad Sázavou. Ředitelem školy se stává Mgr. Otakar Březina. Ve spolupráci s Českou zemědělskou univerzitou v Praze byla na škole zahájena výuka bakalářského programu Chov koní. 1. července 2006 dostala škola statut Česká zemědělská akademie, střední škola.

## Současnost

### Obory vzdělání
V současné době se ve škole vyučují následující obory:
- Agropodnikání – ekologické a konvenční zemědělství,
- Agropodnikání – chov koní a jezdectví,
- Chovatelství – kynologie,
- Mechanizace a služby,
- Přírodovědné lyceum,
- Mechanik opravář motorových vozidel,
- Opravář zemědělských strojů,
- Jezdec a chovatel koní,
- Zemědělec – farmář,
- Instalatér.

### Pracoviště školy
Výuka je realizována na pracovištích školy:
- Humpolec, Školní 764
  - Agropodnikání, Chovatelství, Mechanizace a služby, Přírodovědné lyceum, Jezdec a chovatel koní, Zemědělec – farmář
  - praktická část výuky probíhá v areálu Školního statku v Humpolci (Humpolec, Dusilov 384)

- Humpolec, Nádražní 486
  - Mechanik opravář motorových vozidel, Instalatér
  - praktická část výuky u autoopravárenských oborů probíhá v prostorách školního autoservisu (Humpolec, Spojovací 1538)

- Světlá nad Sázavou, Zámecká 33
  - Opravář zemědělských strojů

### Ubytování
Žáci mají možnost ubytování v domovech mládeže:
- Humpolec, Fügnerova 570,
- Humpolec, Nádražní 486,
- Humpolec, Dusilov 384,
- Světlá nad Sázavou, Zámecká 911.

### Stravování
Stravování žákům humpoleckých pracovišť poskytuje školní jídelna ve Fügnerově ulici. Stravování žákům na pracovišti ve Světlé nad Sázavou poskytuje školní jídelna Akademie – Vyšší odborné školy, Gymnázia a Střední odborné školy uměleckoprůmyslové.

### Autoškola, svářečská škola
Škola rovněž disponuje vlastní autoškolou – žáci jsou připravováni k získání řidičského oprávnění sk. B, C, C + E, T a vlastní svářečskou školou – žáci jsou připravováni k získání svářečských certifikátů v rozsahu kurzu svařování plamenem, svařování elektrickým obloukem, svařování plastů a pájení mědi.

## Tradiční akce školy

### Den biopotravin
I zdravé může být chutné!
Začátek školního roku je pevně spjat s výstavou a ochutnávkou potravin v bio kvalitě. Akce je doplněna promítáním krátkých filmů a přednášek odborníků o významu ekologického zemědělství, základních principech bio produkce, vlivu kvality potravin na naše zdraví a bezpečnosti potravin.

### Dny otevřených dveří
Dny otevřených dveří jsou pořádány v listopadu a v lednu.
V bohatém programu naleznete komentované prohlídky odborných učeben, laboratoří, dílen pro výuku praxe, školního statku, domovů mládeže, jídelny, ukázky řemesel, jízdy na koni, kynologie. Nově si návštěvníci mohou rovněž vyzkoušet řidičský trenažer osobního automobilu.

### Masopustní průvod městem
Dlouholetou tradicí školy je organizace masopustního průvodu. Nechybí masopustní veselí, maškary, koblihy, hudební doprovod, soutěž o nejoriginálnější masku a oblíbené přijetí představiteli města.
Masopust je třídenní svátek, který se slaví ve dnech předcházejících Popeleční středě, kterou začíná čtyřicetidenní půst před Velikonocemi. Vyvrcholením masopustu je úterý, kdy prochází obcemi průvody maškar.

### Pletení pomlázek
K Velikonocům neodmyslitelně patří pletení pomlázky. Ale ruku na srdce, kolik kluků to dneska umí? A tak se zrodil nápad. Od roku 2012 pravidelně pořádáme pletení pomlázek a naučíme to každého, kdo projeví zájem.
Akce se těší všeobecné oblibě nejen u dospělých, ale zejména u dětí ze základních škol. Aby si na své přišla i děvčata, akce je doplněna i zdobením velikonočních vajec a přípravou velikonoční výzdoby.

### Jízda zručnosti
Světelské pracoviště pravidelně pořádá oblastní kolo soutěže Jízda zručnosti s traktorem a vlekem. Hlavní soutěž je vždy doplněna o doprovodné soutěže pro veřejnost. Návštěvníci si mohou změřit své dovednosti v soutěžích couvání traktoru s vlekem, ovládání hydraulického nakladače nebo v přesném ovládání hydrauliky traktoru.
Součástí akce je rozsáhlá výstava zemědělské techniky. Jako kontrast k nejnovější technice pořádá škola ze svých i zapůjčených historických zemědělských strojů malou výstavu. Na ní může návštěvník vidět, jak vypadala zemědělská technika tažená koňským potahem, i stroje poháněné stabilními motory z první poloviny minulého století.

### Den botanické zahrady
V červnu se i obyčejná zahrada může proměnit v malou přírodní rezervaci. Přijďte se přesvědčit.
Na pozemku naší certifikované přírodní zahrady jsme vysázeli velké množství stromů, keřů, bylinek a trvalek. Na celkem 170 políčkách jsou pěstovány jak kulturní, plevelné tak i léčivé rostliny. Součástí zahrady je i přírodní jezírko s mokřadem a vodními rostlinami. Vše je udržováno v rámci praktických činností studentů a zároveň i výukou odborných předmětů.

### Den ČZA
Školní rok vrcholí Dnem ČZA.
Akce je oblíbená především mezi humpoleckými mateřskými a základními školami. Děti mají možnost vidět zblízka zvířata chovaná na statku – peruánské lamy, mongolské ovce, černé kamerunské kozy, pávy, krávy, prasata, drůbež, králíky apod. Vyhledávané jsou rovněž ukázky výcviku psů a koní, předváděné žáky školy. Nechybí celá řada matematických, biologických a jazykových soutěží, ukázky prací žáků stavebních a autoopravárenských oborů.

## Zájmová činnost pro žáky ZŠ

### Klub mladých opravářů
Auta, motorky, čtyřkolky…. oblast zájmu nejednoho kluka. U nás mají hoši možnost splnit si alespoň část svých snů.  Ovšem bez základů by to nešlo.
Mladí opraváři se tak nejprve naučí vypořádat se s drobnými závadami na svém kole, vyzkouší si základy obrábění kovů a karosářských prací, proniknou do tajů lakýrnických postupů. A pak konečně přichází minibiky, opravdové motorky, i když v miniaturním provedení. Prozatím. Princip je totiž stejný jako u velkého stroje a jednou se znalost montáže a celkové údržby malé motorky bude mnohým z nich hodit.
Pokud kluci vydrží až do této chvíle, nastává sladká odměna v podobě jízdy na minibiku, s plnou motorkářskou výbavou a ustrojením. A navíc: naučí se, jak se chovat na silnici, aby neohrozili sebe, ani druhé, zkrátka jsou vedeni k tomu, jak být tím správným motorkářem.
Jako bonus, pro úplnost, kluky vezmeme na exkurzi do výrobního závodu malých motocyklů, čtyřkolek a motorových koloběžek.

### Klub mladých řemeslníků
Víte, jak se staví rodinný dům? Slyšeli jste třeba rčení o dobrých základech, na kterých si dá správný stavař záležet? Anebo tušíte, co všechno se dá vykouzlit z kusu dřeva?
Mladí řemeslníci mají jedinečnou šanci dozvědět se, jak to chodí na opravdové stavbě rodinného domu. Vyzkouší si například zdění a omítání. V odborné dílně se naučí řezat a vrtat obkladačky a obloží svojí první stěnu. Naši instalatéři jim zase ukáží několik způsobů, jak spojit potrubí a vysvětlí, jak zajistit, aby ústřední topení správně fungovalo. V tesařské dílně se účastníci kroužku seznámí s truhlářským a tesařským nářadím a vyrobí si dřevěný hlavolam.  Následuje další komnata – elektroinstalační práce – zapojování vodičů, činnost vypínačů, jističů a chráničů.

### Jezdecký kroužek
Koho by nelákala jízda na koni?  Známe ji z filmových pohádek, westernů a sportovních klání. Zkrátka kůň patří mezi ušlechtilá zvířata a jízda na něm je rovna vznešenosti králů.
Jenomže tahle vznešenost začíná ve stáji. Dříve, než vyrazíte na projížďku, musíte se naučit o zvířata pečovat, což se neobejde bez tvrdé práce a sebekázně. Malí i velcí zájemci tak získávají smysl pro zodpovědnost a respekt, které jsou v téhle branži velmi důležité.
Sladkou odměnou za vynaložené úsilí budiž pohyb na čerstvém vzduchu, získání základů ježdění a hlavně nerozlučná přátelství, které lze nejlépe navázat právě u koní.